# 本影

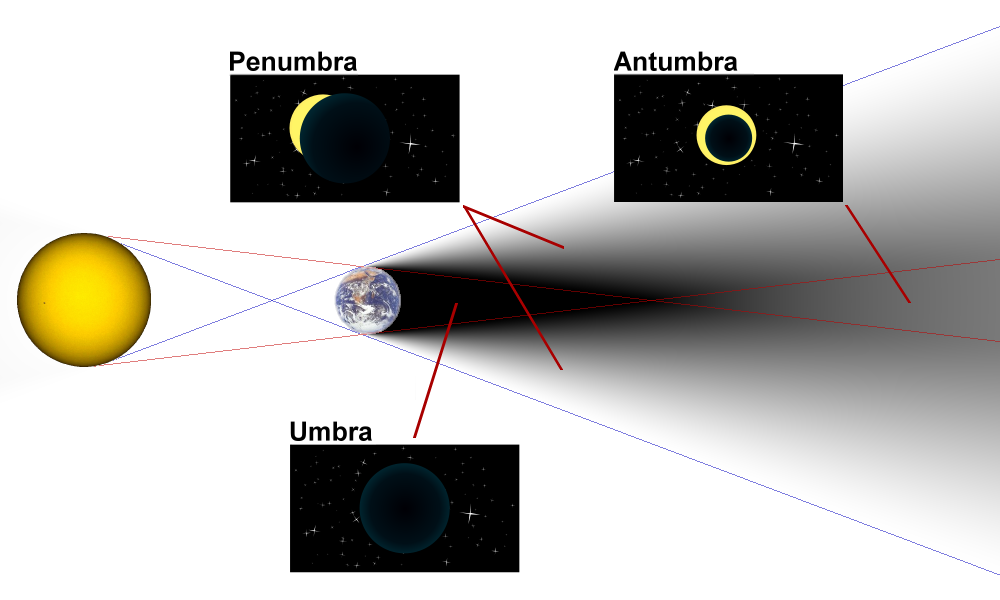
本影（umbra）、半影（penumbra）、対影（antumbra）

本影は、一般には天文学での観測者から見た影の領域を指す。太陽のような大きさを持った天体の光源の場合、観測者との間を物体が遮るとき、観測者が見る光源は物体のない場合に比べて遮る物体の大きさにより明るさが少なくなる。この明るさの違いと観測者からの見え方の違いで本影のほかに、半影、擬本影と、異なる3種類の領域が定義できる。

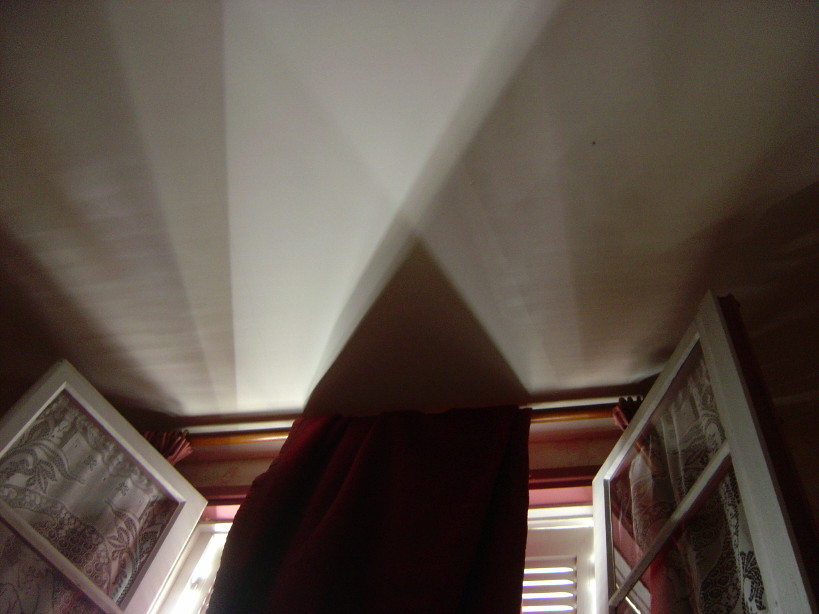
天文学以外での本影、半影、擬本影の例

点光源では部分的に遮るということは起きないため、影は全て本影となる。日常生活のように光源が複数ある場合、すべての光源から遮らない限り本影はできない。

## 本影
大きさを持った光源を物体が完全に遮る場合、これを本影（ほんえい、英: umbra、umbraはラテン語で「影」の意）という。
日食において観測者が本影に入ると、皆既日食が見られる。

## 半影
大きさを持った光源を物体が部分的に遮る場合、このときできる影の領域を半影（はんえい、英: penumbra、ラテン語で「殆ど」を意味するpaenesと、umbraの合成）という。
日食において観測者が半影に入ると、部分日食が見られる。半影は本影に近くなるほど暗くなる。
この半影になぞらえて、医療において壊死の手前まで行った状態の体組織の部位を「半影帯（ペナンブラ）」と呼ぶ。

## 擬本影
大きさを持った光源よりも物体の見かけの視直径が小さいため光源を全て遮ることはできず、観測者から見た物体の周囲を光源が包むように見える場合、このときできる影の領域を擬本影（ぎほんえい、英: antumbra）（偽本影、対影とも）という。
日食において観測者が擬本影に入ると、月の周囲に太陽光がリング状に現れる金環日食が見られる。

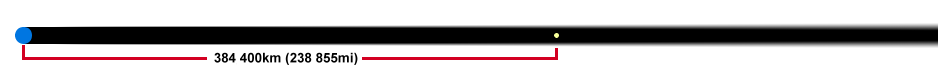
月（黄色い丸）の軌道を超えて伸びる、地球（青い丸）の円錐形の本影。天体の大きさや距離の縮尺を保って表現してある。

## 付記
本影と擬本影の領域は点で接している。擬本影は本影の対角にあるためかつては「対影」とも呼ばれた。この接点では光源天体である太陽と遮る天体である月の視直径が等しくなる。稀ではあるがこの接点に近い場所を地球表面が通ることがある。天体は楕円軌道を描いており、日食のときに軌道によって天体どうしの距離によって観察者が本影と擬本影の両方を通ると、1度の日食で皆既日食と金環日食が見られることがある。これを金環皆既日食という。